# Pecha Kucha
Pecha Kucha (em japonês:  ペチャクチャ) é um formato de apresentação em que o conteúdo pode ser fácil, eficiente e informalmente mostrado, geralmente em um evento público projectado para essa finalidade. Sob o formato, o apresentador mostra vinte imagens de vinte segundos cada, para um tempo total de seis minutos e quarenta segundos.
Foi concebido em 2003 por Astrid Klein e Mark Dytham, da Tóquio Klein Dytham Architecture (KDa), que procurou dar aos jovens designers um local de encontro, de rede e mostrar o seu trabalho e para atrair pessoas para o seu espaço de eventos experimentais em Roppongi. Eles criaram um formato que as apresentações mantêm uma forma concisa, a fim de incentivar o interesse do público e aumentar o número de apresentadores no decurso de uma noite. Eles tomaram o nome de Pecha Kucha de um termo japonês para o som da conversa. Em português, o equivalente mais próximo seria "bate-papo".